# Вімблдонський турнір 1998
Вімблдонський турнір 1998 проходив з 22 червня по 5 липня 1998 року на кортах Всеанглійського клубу лаун-тенісу і крокету в передмісті Лондона Вімблдоні. Це був 112-й Вімблдонський чемпіонат, а також третій турнір Великого шолома з початку року. Турнір входив до програм ATP та WTA турів.

## Події
У чоловічому одиночному розряді минулорічний чемпіон Піт Сампрас захистив свій титул. Він виграв Вімблдон уп'яте, а турнір Великого шолома — 11-й раз.
Минулорічна чемпіонка у жіночому одиночному розряді, Мартіна Хінгіс, поступилася в півфіналі Яні Новотній, яка виграла й фінал і нарешті, за третьою спробою, стала чемпіонкою Вімблдону. Ця одиночна перемога залишилася для Яни єдиною в турнірах Великого шолома, хоча вона вже мала у своєму активі численні перемоги в парній грі та міксті.  
Парні змагання у жінок виграли Мартіна Хінгіс та Яна Новотна, повторивши свій цьогорічний успіх в Парижі. Мартіна Хінгіс зробила третій крок до календарного Великого шолома в парній грі, оскільки вона виграла парні змагання ще й в Австралії.
Переможці парного турніру чоловіків виграли Вімблдон уперше, але загалом для Елтінга це був уже 6-й парний успіх у мейджорах, а для Гаргаса — п'ятий. 
Переможці міксту, Серена Вільямс та Максим Мирний, виграли свій перший титул Великого шолома в цьому виді змагань. 
У змаганнях юніорів Роджер Федерер виграв як одиночний турнір, так і парний.

## Результати фінальних матчів

### Дорослі
| Одиночний розряд. Джентльмени |                                 |                                    |
| Піт Сампрас                   | Горан Іванишевич                | 6–7(2–7), 7–6(11–9), 6–4, 3–6, 6–2 |
|                               |                                 |                                    |
| Одиночний розряд. Леді        |                                 |                                    |
| Яна Новотна                   | Наталі Тозья                    | 6–4, 7–6(7–2)                      |
|                               |                                 |                                    |
| Парний розряд. Джентльмени    |                                 |                                    |
| Якко Елтінг Паул Гаргейс      | Тодд Вудбрідж Марк Вудфорд      | 2–6, 6–4, 7–6(7–3), 5–7, 10–8      |
|                               |                                 |                                    |
| Парний розряд. Леді           |                                 |                                    |
| Мартіна Хінгіс Яна Новотна    | Ліндсі Девенпорт Наташа Звєрєва | 6–3, 3–6, 8–6                      |
|                               |                                 |                                    |
| Мікст                         |                                 |                                    |
| Серена Вільямс Макс Мирний    | Мір'яна Лучич Магеш Бгупаті     | 6–4, 6–4                           |
|                               |                                 |                                    |

### Юніори
| Одиночний розряд. Хлопці    |                               |               |
| Роджер Федерер              | Іраклій Лабадзе               | 6–4, 6–4      |
|                             |                               |               |
| Одиночний розряд. Дівчата   |                               |               |
| Катарина Среботнік          | Кім Клейстерс                 | 7–6(7–3), 6–3 |
|                             |                               |               |
| Парний розряд. Хлопці       |                               |               |
| Роджер Федерер Олів'є Рохус | Мікаель Льодра Енді Рам       | 3–6, 6–4, 7–5 |
|                             |                               |               |
| Парний розряд. Дівчата      |                               |               |
| Ева Дирберг Єлена Костанич  | Петра Рампре Ірода Туляганова | 6–2, 7–6(7–5) |
|                             |                               |               |